# Lego Disney hercegnők: Kaland a kastélyban
A Lego Disney hercegnők: Kaland a kastélyban (eredeti cím: Lego Disney Princess: The Castle Quest) 2023-ban bemutatott amerikai 3D-s számítógépes animációs kalandfilm, amelyet Michael D. Black rendezett.
Amerikában és Magyarországon 2023. augusztus 18-án mutatta be a Disney+. 2023. december 3-án a Disney Channel is bemutatja.

## Cselekmény
Gaston egy akváriumba zárta Triton királyt, és megpróbálja megszerezni a szigonyát, hogy a szárazföld és az óceánok uralkodójává tegye. Triton kihívást ajánl neki, amely biztosítja neki a szabadságát, mire Gaston megkérdezi, ki hívná ki őt. A Varázstükör megidézi Hófehérkét, Arielt, Tianát, Aranyhajt és Vaianát, mert csak ők tudnák őt legyőzni. Ariel az apja látványától megdöbbenve követeli a szabadon bocsátását, és beleegyezik, hogy részt vegyen Gaston kihívásában, a többi hercegnő pedig követi a példáját. Gaston összetöri az akváriumot, így Triton lassan elveszíti a vizet.
A hercegnők szétváltak. Ariel és Vaiana elindulnak, hogy megtalálják a varázsszőnyeget, míg Hófehérke, Tiana és Aranyhaj a sötét erdőbe mennek, hogy megtalálják a napcsepp virágot. Gaston vihart szít, amelyet Ariel és Vaiana óceánhoz fűződő kapcsolatai legyőznek, és ketten egy kalózhajóra bukkannak, amely a varázsszőnyeg ellopását tervezi. A másik három hercegnőt farkasok üldözik, akikkel Hófehérke azon képessége révén barátkoznak, hogy beszélni tud az állatokkal. Ariel és Vaiana szembekerül a kalózhajó kapitányával, Jágóval, aki megpróbálja elpusztítani őket. Kísérletét Vaiana legyőzi, és ők ketten a varázsszőnyegen elmenekülnek, és visszatérnek a kastélyba.
Az ötök újra összejönnek, és elindulnak az utolsó kihívásra, ahol egy labirintusból kell kijutniuk. A labirintus a hercegnők szorongásából és kételyeiből táplálkozik, Ariel pedig éneklésével vezet ki mindenkit. Gaston megpróbálja a kihívást arra használni, hogy Demóna sárkányon keresztül megölje a hercegnőket, de a hercegnők észreveszik, hogy a szárnya megsérült, és segítenek neki. Ez oda vezet, hogy Demóna inkább a hercegnők oldalára áll, és legyőzi Gastont.
A hercegnők visszatérnek a kastélyba, és a kiszáradt Triton látványa lesújtja őket. Ariel, aki most már magabiztos az új barátai révén, megragadja a szigonyt, és az ötök visszaküldik őt az óceánba. A hercegnők megkérdőjelezik a kastély logisztikáját, mire a Varázstükör elárulja, hogy a kastély is nekik készült. A hercegnők beköltöznek a kastélyba, és mindegyikük saját szobát kap a saját személyiségük alapján.

## Szereplők
| Szereplő      | Eredeti hang    | Magyar hang           |
| ------------- | --------------- | --------------------- |
| Ariel         | Jodi Benson     | Radics Gigi           |
| Vaiana        | Auli’i Cravalho | Faluvégi Fanni        |
| Aranyhaj      | Mandy Moore     | Csifó Dorina          |
| Tiana         | Anika Noni Rose | Vágó Bernadett        |
| Hófehérke     | Katie Von Till  | Oroszlán Szonja       |
| Gaston        | Richard White   | Posta Victor          |
| Triton király | Jim Cummings    | Forgács Gábor         |
| Varázstükör   | Corey Burton    | Harsányi Gábor        |
| Jago          | Barrett Leddy   | Kassai Károly         |
| Mr. Smee      | Jeff Bennett    | Pálfai Péter          |
| Virág         | Roland Rubio    | Holló-Zsadányi Norman |
| Gardrób       | Jo Anne Worley  | Sági Tímea            |

### Magyar változat
- Magyar szöveg: Boros Karina
- Hangmérnök: Bogdán Gergő
- Vágó:
- Gyártásvezető: Bogdán Anikó
- Szinkronrendező: Dobay Brigitta
- Produkciós vezető: Máhr Rita

A szinkront az Iyuno Hungary készítette.

## A film készítése
2023. augusztus 8-án megjelent egy trailer, amelyben megerősítették, hogy a karakterek eredeti hangjai közül sokan újra szerepelni fognak.